# Come as You Are (película de 2019)
Come as You Are es una película de comedia dramática estadounidense de 2019 dirigida por Richard Wong y protagonizada por Grant Rosenmeyer, Hayden Szeto, Ravi Patel y Gabourey Sidibe. Producida y financiada por Chicago Media Angels y The Blacklist, es una nueva versión de la película belga de 2011 Hasta la vista. La trama trata sobre tres amigos que, junto con un conductor contratado, se dirigen a un burdel en Montreal que atiende a personas con discapacidad.

## Reparto
- Grant Rosenmeyer como Scotty
- Hayden Szeto como Matt
- Ravi Patel como Mo
- Gabourey Sidibe como Sam
- Janeane Garofalo como Liz
- C. S. Lee como Roger
- Jennifer Jelsema como Maryanne
- Martha Kuwahara como Jamie
- Daisye Tutor como Becky
- Delaney Feener como Sarah
- Kari Perdue como Jennifer
- Michael Waller como Bobby
- Netta Walker como Claire
- Christian Litke como Tipo Ebrio
- Marika Engelhardt como Angelique
- Sophie Hoyt como Valerie
- Christine Vrem-Ydstie como Chantal

## Estreno
Come as You Are se estrenó en el Festival de Cine South by Southwest de 2019. En el Festival de Cine de Napa Valley ganó un Premio del Público, y fue una película de la noche de apertura en el SF IndieFest. Recibió un estreno limitado en los Estados Unidos el 14 de febrero de 2020.

## Recepción
Come as You Are recibió reseñas generalmente positivas de parte de la crítica y de la audiencia. En el sitio web agregador de reseñas Rotten Tomatoes, la película posee una aprobación de 95%, basada en 55 reseñas, con una calificación de 7.3/10, y con un consenso crítico que dice: "Come As You Are aborda temas sensibles con corazón y humor, llevando al público a un viaje por carretera completamente entretenido hacia un destino que agrada al público." De parte de la audiencia tiene una aprobación de 79%, basada en más de 100 votos, con una calificación de 3.9/5.
El sitio web Metacritic le dio a la película una puntuación de 71 de 100, basada en 12 reseñas, indicando "reseñas generalmente favorables". En el sitio IMDb los usuarios le asignaron una calificación de 7.1/10, sobre la base de más de 4500 votos, mientras que en la página web FilmAffinity la cinta tiene una calificación de 6.0/10, basada en 412 votos.